# پریگو
پریگو (به انگلیسی: Perrigo) شرکت داروسازی آمریکایی است، که در زمینه تولید و عرضه انواع دارو، داروهای بدون نسخه، مکمل‌های غذایی و محصولات بهداشت و درمان فعالیت می‌کند.
شرکت پریگو در سال ۱۸۸۷ توسط لوتر و چارلز پریگو در ایالت میشیگان تأسیس شد. در ماه مارس سال ۲۰۰۵ این شرکت اقدام به خریداری دومین شرکت بزرگ داروسازی اسرائیل به‌نام شرکت صنایع آجیس به مبلغ ۸۵۰ میلیون دلار نمود، سپس دو شرکت با هم ادغام شدند.
شرکت داروسازی پریگو در حال حاضر دارای کارخانجات تولیدی در کشورهای ایالات متحده آمریکا، استرالیا، مکزیک، اسرائیل، هند، چین و بریتانیا می‌باشد.
دفتر مرکزی این شرکت در شهر الگان، میشیگان، ایالات متحده آمریکا قرار دارد و بخشی از سهام آن در بازارهای بورس نیویورک، بورس نزدک و بورس تل‌آویو معامله می‌شود. پریگو تنها شرکت غیر اسرائیلی است، که سهام آن در بازار بورس تل‌آویو مبادله می‌شود.